# 狹頭喉盤魚
狹頭喉盤魚（學名：Gobiesox stenocephalus），為輻鰭魚綱喉盤魚目喉盤魚科喉盤魚屬的其中一種，分布於中東太平洋的哥斯大黎加海域，本魚體呈蝌蚪狀，頭短、窄，凹陷，吻長，眼大，頭部乳突發育不良，裂片短，上唇或上唇上方吻尖無乳頭；上唇寬，前部比兩側寬得多，後鼻孔位於眼前緣正上方，前鼻孔為一簡單無裂片的鼻翼，上顎外列各有一排不規則的尖齒，後列有一排不規則的牙齒，犬齒位於側面，下顎牙齒分2排，外列較大，體不被鱗，覆有粘液層，頭部側線發達，身體上側線不明顯，腹鰭喉位，與周圍的皮褶特化成一吸盤，吸盤大，前部、中部和後部均有乳突，背鰭鰭條9枚、臀鰭鰭條7枚、胸鰭鰭條22枚、尾鰭鰭條12枚，體長可達2.8公分，屬底棲性魚類，棲息在岩石底質水域，生活習性不明。